# Samarina
Samarina (grčki: Σαμαρίνα, makedorumunjski:Samarina, Xamarina, San Marina) je naselje u grčkoj periferiji Zapadnoj Makedoniji. Od reforme lokalne samouprave 2011. godine dio je općine Grevena.

## Stanovništvo
Većinu stanovništva čine Cincari (Vlasi). Prema popisu stavnovništa iz 2011. godine u naselju živi 378 stanovnika. Stanovnici Samarine čuvaju svoje cincarsko podrijetlo tako da se svake godine 15. kolovoza na pravoslavni blagdan Velike Gospojine skupljaju u mjestu. Tada u Samarinu dolaze Samarinci iz cijelog svijeta, na glavnom trgu ispred crkve plešu "Veliki ples" (cincarski: Corlu Mari) i pjevaju tradicionalne pjesme.

## Povijest
Selo u Pindskom gorju u kojem živi Cincari na prvim kartama spominje se pod imenom Santa Marina. Cincari su se bavili uzgojem ovaca i koza te tkanjem vune i njihovom prodajom na sajmovima. Samarinci su imali razvijenu trgovinu, tako su putovali po cijelom Balkanu. Samarina je procvjetala krajem 18. i tijekom 19. stoljeća. Gospodarski uspjeh se temeljio na skupini djelatnosti, ali uglavnom na uzgoj stoke, maloj industriji, trgovini i umjetnosti.
Grčka folklorna pjesma "Djeca iz Samarina" (grčki: Παιδιά απ'την Σαμαρίνα) je povezana s naseljem. Pjesma se odnosi na lokalno stanovništvo koje se borilio i izgubilio svoje živote tijekom Grčkog rata za neovisnost 1821. godine. 
Samarina je rodno mjesto Alcibijada Diamandia i Nicolaosa Matussisa, vođa Vlaške legije i Pindske kneževine marionetske države Osovinskih sila. Naselje danas privlači mnoge turiste zbog svoje slikovitosti i prekrasnih borovih i bukovim šuma.

## Vanjske poveznice
- Pjesma Djeca iz Samarina